# Ichneumon leucopeltis
Ichneumon leucopeltis là một loài tò vò trong họ Ichneumonidae.